# Галущина Гребля
Галущина Гре́бля —  село в Україні, у Драбинівській сільській громаді Полтавського району Полтавської області. Населення становить 436 осіб. Колишній центр (до 2017) Галущиногреблянської сільської ради.

## Географія
Село Галущина Гребля знаходиться на берегах річки Кустолове, вище за течією на відстані 0,5 км розташоване село Кустолове, нижче за течією на відстані 1 км розташоване село Мушина Гребля. Річка в цьому місці пересихає, на ній зроблена загата.

## Населення

### Мова
Розподіл населення за рідною мовою за даними перепису 2001 року:
| Мова            | Кількість | Відсоток |
| --------------- | --------- | -------- |
| українська      | 422       | 96.79%   |
| російська       | 10        | 2.29%    |
| інші/не вказали | 4         | 0.92%    |
| Усього          | 436       | 100%     |

## Історія
12 червня 2020 року, відповідно до розпорядження Кабінету Міністрів України № 721-р «Про визначення адміністративних центрів та затвердження територій територіальних громад Полтавської області», село увійшло до складу Драбинівської сільської громади[1].
19 липня 2020 року, в результаті адміністративно - територіальної реформи та ліквідації  Новосанжарського району, село увійшло до складу новоутвореного Полтавського району[2].

## Економіка
- ПАФ «Колос»
- Відділення ТОВ "Чиста Криниця"

## Об'єкти соціальної сфери
- Школа I ст.

## Відомі люди
- Кибкало Полікарп (1896-1960?) – український письменник-мемуарист.